# Седьмой крестовый поход
Седьмой крестовый поход — крестовый поход короля Франции Людовика IX в 1248—1254 годах. Крестоносцы были разбиты в дельте Нила, король был пленён и был вынужден уплатить выкуп в 800 000 безантов за своё освобождение.

## Предыстория
В 1244 году хорезмийцы, спасаясь от монгольского нашествия, на своём пути в Египет захватили Иерусалим. Их целью было соединение с египетскими мамлюками, которые пригласили их для совместного отражения монгольской угрозы. Иерусалим был разорён и разрушен. Падение города не произвело должного эффекта на христиан, так как в течение двух веков Иерусалим не раз переходил из рук в руки. Призывы папы Иннокентия IV не имели никакого влияния на европейское рыцарство.
Германский император Фридрих II Штауфен был занят борьбой с папой римским, английский король Генрих III был озабочен войной с баронской оппозицией во главе с Симоном де Монфором. Король Венгрии Бела IV восстанавливал своё королевство из пепла после разрушительного монгольского нашествия 1241 года. В предстоящем походе был заинтересован лишь французский король Людовик IX, специально для этого подписавший мирное соглашение с английским королём. В 1245 году Людовик публично объявил о своём намерении возглавить очередной крестовый поход. Французский король послал Матвея Парижского с приглашением к участию в предстоящем предприятии к норвежскому королю Хокону IV, однако призывы французского посла оказались бесплодными.

## Кампания
Франция была одним из самых сильных государств в Европе в то время. В Пуату правил брат Людовика IX Альфонс де Пуатье, который присоединился к нему в крестовом походе. Другой брат, Карл I Анжуйский, также поддержал короля. С 1245 года в течение следующих трех лет Людовик IX собирал церковную десятину и в 1248 году сформировал 15-тысячное войско, включавшее 3000 рыцарей и 5000 арбалетчиков на 36 судах. Крестоносцы отплыли из портов Эг-Морта, построенного специально для подготовки к крестовому походу, и Марселя. Для финансирования экспедиции было привлечено примерно 1,5 млн ливров, что делало поход очень дорогостоящим предприятием. Тем более, многим дворянам, которые присоединились к походу, пришлось занимать деньги из королевской казны.
В 1249 году французские войска под командованием короля Людовика IX начали Седьмой крестовый поход. Французы на пути в Египет высадились на Кипре, где переждали зиму. Во время пребывания французов на острове король вёл активные переговоры с другими христианскими правителями и монархами. О помощи короля просили Латинская империя, Антиохийское княжество и тамплиеры. Тем не менее, Египет остался главным объектом крестового похода, и 6 июня французы захватили Дамьетту без серьёзного сопротивления со стороны египтян. Египет, по мысли короля, должен был стать базой для атаки на Иерусалим, благодаря его сельскохозяйственным ресурсам.
В это время разлился Нил, и крестоносцы оказались запертыми в Дамьетте на целых шесть месяцев. За это время французские солдаты в значительной мере утратили боевой дух, предавшись грабежам и удовольствиям. Король предполагал использовать Дамьетту в качестве опорного пункта для проведения дальнейших операций в Сирии.

Мусульманский историк XV века аль-Макризи упоминает о письме, которое отправил Людовик IX султану ас-Салих Айюбу: 
Как ты знаешь, я правитель христианского народа, и я знаю, что ты правитель мусульманского народа. Народ Андалусии дает мне деньги и дары, в то время как мы управляем ими, как скотом. Убиваем их мужчин и мы делаем их женщин вдовами. Берём мальчиков и девочек как пленников и оставляем их дома пустыми. Я уже сказал тебе достаточно и подхожу к концу, так что теперь, даже если… ты будешь у меня на глазах целовать крест в знак повиновения, всё это не убедит меня не убить тебя. Если твоя земля будет моей, то это будет подарок для меня. Если земля будет твоя, и ты победишь меня, то ты возьмёшь верх. Я сказал тебе и я тебя предупредил о моих воинах, которые подчиняются мне. Они заполнят поля и горы, их бесчисленно, словно гальки. Они придут с мечом разрушения.
В ноябре король начал наступление на Каир, а отряд во главе с братом короля Робертом д’Артуа подошёл к городу Эль-Мансуру. В это время умер ас-Салих Айюб, и его вдова Шаджар ад-Дурр привела к власти его сына Туран-шаха, возглавившего сопротивление французам. 8-11 февраля 1250 года крестоносцы потерпели поражение в битве при Эль-Мансуре, сам Роберт д’Артуа погиб в сражении.
Главные силы французов во главе с королём вскоре были атакованы мамлюкским военачальником Бейбарсом. В этом сражении французы потерпели неудачу, однако вместо того, чтобы отступить к Дамьетте, Людовик IX принял гибельное решение осаждать Эль-Мансур. Эта акция закончилась плачевно: королевские войска косили голод и болезни.
В марте 1250 года, когда армия была на грани истощения, Людовик попытался отступить к Дамьетте, однако был настигнут мамлюками и разбит в сражении при Фарискуре. Его ослабленные и деморализованные войска были уничтожены мамлюками, а сам он попал в плен. Больной дизентерией король был отдан под наблюдение арабского лекаря. В мае того же года пленные французы с королём были отпущены за выкуп в 800 000 безантов. Половина этой суммы согласно договору была уплачена ещё до того, как Людовик IX должен был покинуть Египет. Кроме того, по условиям договора египтянам возвращалась Дамьетта. Сразу же после освобождения король с уцелевшими воинами отплыли в Акру — последний оплот власти крестоносцев на Востоке.

## Последствия
Людовик IX заключил союз с мамлюками, которые в то время были соперниками султана Дамаска, и из своей новой базы в Акре, столице Иерусалимского королевства после потери Иерусалима, начал восстанавливать города крестоносцев, в частности Яффу и Сидон. Хотя эти города формально принадлежали Кипрскому королевству, Людовик IX де-факто стал их правителем. В 1254 году у короля закончились деньги, к тому же его присутствие требовалось во Франции, где умерла его мать и регент Бланка Кастильская. Перед отъездом он сформировал в Акре постоянный французский гарнизон во главе с Жоффруа де Сержином.
В 1255 году в Сирию вошли отряды мамлюков и уничтожили там последние очаги сопротивления крестоносцев. В 1270 году французский король инициировал Восьмой крестовый поход, но он также закончился провалом. В 1291 году мусульмане захватили Акру.
События Седьмого крестового похода были описаны Жаном де Жуанвилем (он был его непосредственным участником), Матвеем Парижским и многими мусульманскими историками.

## См.также
- Memoirs of Jean de Joinville, from the University of Virginia
- Lyric allusions to the crusades and the Holy Land
- First-hand account of the Battle of Al Mansurah, 1250
- Letter from Louis IX to Al-Salih Ayyub the Sultan of Egypt, from History Avenue
- History of the Seventh Crusade